# Li Haonan (joueur de basket-ball)
 (août 2023).
Li Haonan (né le 13 juillet 1999) est un joueur chinoise de basket-ball. Il participe aux Jeux olympiques d'été de 2020.